# Bogotá Góspel
Bogotá Góspel es un festival de música Góspel en sus diferentes formas musicales, que se realiza en la ciudad de Bogotá, Colombia desde el año 2008 en el mes de agosto, dentro del marco del Festival de Verano y es reconocido como una práctica artística y de interés cultural de la ciudad según el Acuerdo N.º 582 de 2015, autoría de Clara Lucía Sandoval. Es un evento de entrada libre y el evento más grande de música Góspel en Latinoamérica, que ha contado con la asistencia de más de 60 mil espectadores en cada edición. Se lleva a cabo en el Parque Metropolitano Simón Bolívar, salvo en el año 2015, que fue realizado en la Plaza de Bolívar.
La Mesa Directiva del festival está integrada por representantes de diferentes comunidades góspel, disqueras, bandas musicales, medios de comunicación y un representante para la gestión distrital.
El evento ha sido felicitado por parte de la Alcaldía Mayor de Bogotá, reconocimiento de su buen comportamiento por parte de sus asistentes y por ser ejemplo de un ambiente 100% libre de alcohol y drogas. En su edición del año 2018, el evento contó con la participación de más de 80 mil asistentes, según cifras oficiales.
Bogotá Gospel lleva a cabo una selección de artistas distritales mediante convocatoria, y se tienen en cuenta como criterios: 
- Originalidad de la propuesta
- Calidad musical
- Calidad vocal
- Calidad literaria
- Puesta en escena
- Tendencia comercial

Los artistas finalistas se presentan en la Mediatorta de Bogotá y los seleccionados hacen parte de la tarima principal de Bogotá Gospel.

## Lista de artistas y bandas internacionales invitados
- Álex Campos (2008, 2012, 2017)
- Álex Zurdo (2019)
- Barak (2023)
- Banda Alternativa (2010)
- Blanca Callahan (2019)
- Christafari (2019)
- Danilo Montero (2019)
- Evan Craft (2017)
- José Ordóñez (2009) (Humorista)
- Funky (2009, 2024)
- Jay Kalyl (2024)
- JEZ (2008)
- Juan Carlos Alvarado (músico) (2024)
- Kike Pavón (2018)
- Kyosko (2008)
- La Feria (2024)
- Lorelei Taron (2012)
- Madiel Lara (2019)
- Marco Barrientos (2018)
- Marcos Witt (2011, 2016)
- Matamba (2024)
- Michael Rodríguez (2008)
- Miguel Balboa (2012, 2015)
- Musiko (2018)
- Nathan Ironside (2012)
- Pablo Olivares (2010)
- Paulis Sánchez (2012)
- Pepe López Band (#2024)
- Redimi2 (2016, 2018, 2023)
- Rescate (2015)
- Rojo (2017,2025)
- Soulfire Revolution (2010)
- T-Bone (2016, 2017)
- Vaes (2016)
- Christine D’Clario (2025)
- Indiomar (2025)

## Lista de artistas y bandas nacionales invitados
Bogotá Góspel ha sido un evento de gran apoyo para muchos de los artistas y bandas que han participado en las convocatorias y eliminatorias distritales, muestra de ello son Oveja Cósmica y Sara Borraez quienes fueron participantes a las eliminatorias del evento en sus primeras ediciones, pero posteriormente en ediciones más recientes fueron invitados como artistas nacionales. 
- AC Jordan (2015)
- Adriana Bottina (2012)
- Angélica María (2018)
- Awaken (2023)
- Banda Manantial (2017)
- Banda Yo Soy (2017)
- Breska (2015)
- Cristian Lacouture (2010)
- Clase 7 (2010, 2012)
- Daniela Galeano (2023)
- David Scarpeta (2009)
- DeLuz (2016)
- ElektraPop (2011)
- En Mi Lugar (2015, 2018)
- Estado de Fe (2009)
- Fase Nova (2010)
- Fernando Ramos (2023)
- Fuerte Latido (2017)
- Generación 12 (2008, 2009, 2017, 2019)
- Gilberto Daza (2015, 2018, 2024)
- Hernán de Arco (2010)
- Inbox (2015)
- Jesus Legacy (2019)
- Kavelo (2018)
- Kev Miranda (2023)
- King Blessed (2010)
- La Barca Rocka (2019)
- La Reforma (2015, 2018, 2023, 2024)
- La Sociedad 111 (2019)
- La Zarza Orquesta (2012)
- Levitas (2008)
- Lizje (2011, 2012)
- Living (2023)
- Luis Campos (2009)
- Moisés Angulo (2008)
- No Drama (2018)
- Nxtwave (2023)
- Ómar Herrera (2010)
- Óscar Rodo (2010)
- Oswaldo Band (2010)
- Outside (2017)
- Oveja Cósmica (2009, 2012)
- Pescao Vivo (2009, 2011, 2017, 2023)
- Peso Neto (2011)
- Piso Arriba (2011)
- RealHero (2016, 2018)
- Revolución (2016)
- Santiago Benavides (2017)
- Sara Borraez (2011, 2016)
- Sembradores (2010)
- Sión Nación Santa (2024)
- Su Presencia (2008, 2009, 2011, 2019)
- Tesalónika (2009)
- Yonathan Mora (2015)
- Ziudad Real (2010)
- Zooperformance (2019)

## 2008
El 2 de agosto de 2008 durante el Festival de Verano se dio inicio a la primera edición del evento bajo el nombre “Bogotá Góspel - Bogotá Brilla”, en el Parque Metropolitano Simón Bolívar, al que asistieron más de 50 mil espectadores.
El concierto dio inicio a las 4 de la tarde con la participación de nueve grupos musicales provenientes de Argentina, Puerto Rico, Estados Unidos, al igual que grupos locales, terminando a las 10 de la noche tras subir a tarima todos los artistas invitados.
El festival abrió con la banda Levitas, luego Moisés Angulo, intérprete colombiano de música bailable, seguido de Michael Rodríguez y las bandas Su Presencia, Generación 12, El festival se cerró con la presentación de Kyosko y Álex Campos.
El Alcalde Mayor de Bogotá felicitó a los asistentes por su comportamiento, haciendo énfasis en que es posible que los jóvenes se diviertan en un concierto sin necesidad de consumir drogas ni alcohol, y que Bogotá Góspel había llegado para quedarse, generando entusiasmo entre los asistentes.

## 2009
El 7 de agosto de 2009, en la segunda edición del festival, alrededor de 70 mil personas llenaron el Parque Simón Bolívar bajo el eslogan “Bogotá grita más Fuerte”, con la intención de llevar "un grito de Paz, Libertad y Salvación".
El evento contó con la participación de las agrupaciones musicales Generación 12, Funky, David Scarpeta, Su Presencia, Luis Campos, Pescao Vivo, además de 7 bandas locales entre las que debutaron Oveja Cósmica, Estado de Fe y Tesalónika. Dentro de los invitados también se presentó el reconocido humorista José Ordóñez.

## 2010
Bajo el eslogan "El Cielo en la tierra", el 6 de agosto se llevó a cabo la tercera edición de Bogotá Gospel, celebrando el cumpleaños número 472 de la capital, en el marco del 14° Festival de Verano de Bogotá. La asistencia se estimó en más de 80 mil personas.
En esta versión del festival se conformó una parrilla de artistas encabezada por Pablo Olivares (Argentina), Banda Alternativa (Uruguay), Soufire Revolution (EE.UU), Ómar Herrera y Sembradores, y además de las bandas Oswaldo Band, King Blessed, Ziudad Real, Clase 7, Cristian Lacouture y Fase Nova.  Por Colombia los invitados especiales fueron Hernán de Arco y Óscar Mauricio Rodo (Caballo).

## 2011
En su cuarta edición, Bogotá Góspel se llevó a cabo el domingo 7 de agosto, y contó con la participación de las bandas distritales Piso Arriba, ElektraPop, Sara Borraez, Lizje, las bandas nacionales Peso Neto, Pescao Vivo, Su Presencia, Generación 12, al igual que la participación estelar de Marcos Witt, quien celebraba una gira de conciertos conmemorativa al vigésimo quinto año de su carrera artística.
En esta edición del festival se superaron todas las expectativas, logrando un lleno total del lugar con más de 100 mil asistentes, cifra confirmada por las entidades distritales, de logística del evento, y en especial por el Instituto Distrital de Recreación y Deporte IDRD, quienes tuvieron que cerrar las puertas del parque al alcanzar dicha cifra.

## 2012
El 5 de agosto de 2012 se llevó a cabo la quinta edición de Bogotá Góspel, que contó con la participación de los artistas: Álex Campos, Paulis Sánchez, Clase 7, Lizje, Adriana Bottina, La Zarza Orquesta y Oveja Cósmica; siendo la cuota internacional a cargo de Lorelei Taron (Argentina), Miguel Balboa (México) y Nathan Ironside (Australia).
Al evento asistieron más de 50.000 personas, quienes disfrutaron del festival más importante de Góspel de América Latina, en el que nuevamente se promovieron los valores, la paz y la convivencia ciudadana.

## 2013 - 2014
Estos años Bogotá Góspel no se pudo realizar, ya que no contó con el apoyo del Gobierno Distrital de su momento, en los diferentes frentes que el evento requería.

## 2015
El 8 de agosto durante el marco de la Fiesta de Bogotá, se llevó a cabo la sexta versión de Bogotá Góspel, en la Plaza de Bolívar, lugar histórico y centro de la política, la justicia y la administración de la nación.
En la nómina de artistas internacionales estuvieron Rescate (Argentina) y Miguel Balboa (México). La cuota nacional estuvo a cargo de Breska y La Reforma, que deleitaron a los asistentes con lo mejor del ska y de la música con ritmos colombianos, más la participación del cantante colombiano Gilberto Daza. Dentro de los artistas distritales se presentaron: En Mi Lugar, AC Jordan, Inbox y Yonathan Mora. 
Según cifras de la administración, cerca de 35 mil espectadores hicieron parte del evento, que luego de 2 años de ausencia regresó a la capital mediante Proyecto de Acuerdo del Concejo de Bogotá.

## 2016

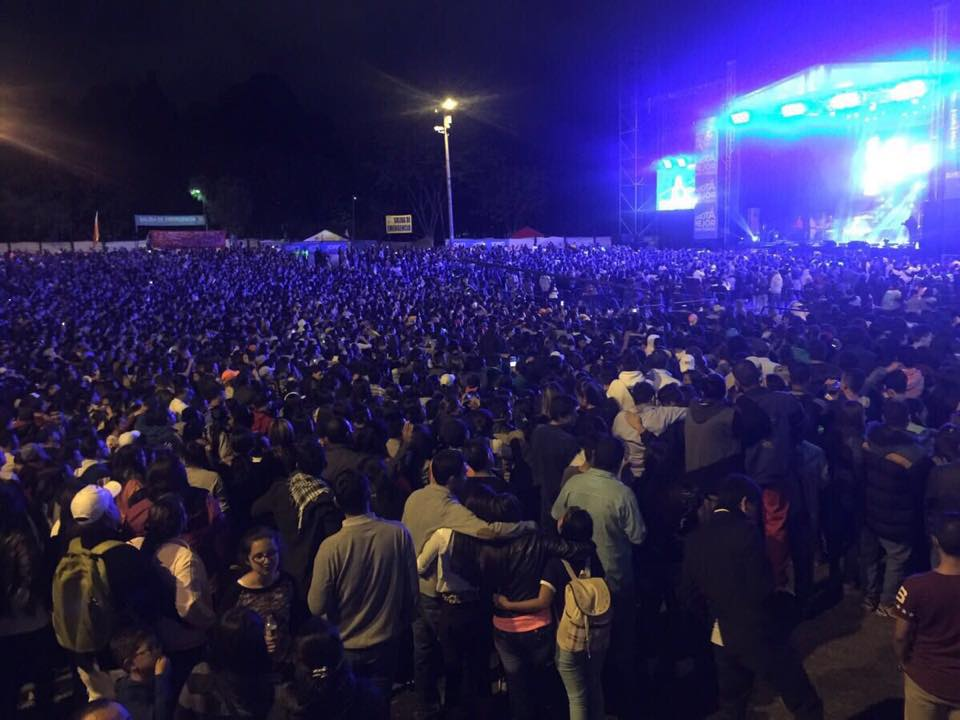
Bogotá Gospel en su séptima edición en el año 2016.

El 14 de agosto durante el marco del Festival de Verano, se llevó a cabo la séptima versión de Bogotá Góspel, en el Parque Simón Bolívar. En la nómina de artistas internacionales estuvieron Vaes (Ecuador), el ganador de 5 premios Grammy, Marcos Witt (México), T-Bone (Estados Unidos) y Redimi2 (República Dominicana). La cuota nacional estuvo a cargo de Revolución, Deluz y Sara Borraez. A esto se le suma la participación de las 3 bandas distritales finalistas entre las que destaca RealHero.

## 2017
El 7 de agosto durante el marco de la fiesta de Bogotá, se llevó a cabo la Octava versión de Bogotá Góspel en el Parque Simón Bolívar, que tuvo como lema "Somos uno". En la nómina de artistas internacionales estuvieron Evan Craft (Estados Unidos), Grupo Rojo (México) banda que ha sido cuatro veces nominada en los Grammy Latinos, T-Bone (Estados Unidos) y el colombiano Álex Campos, también estuvo Generación 12, Pescao Vivo, Banda Manantial, Santiago Benavides y finalmente los grupos Outside, Fuerte Latido y Banda Yo Soy que ganaron las eliminatorias del concurso #MiBandaBogotáGospel.
El evento contó con una asistencia de más de 65 mil personas y la visita del entonces Alcalde Mayor de Bogotá Enrique Peñalosa, quien estuvo entre los asistentes.

## 2018
El 7 de agosto durante el marco de la fiesta de Bogotá y el festival de verano, se llevó a cabo la novena versión de Bogotá Góspel, en el Parque Simón Bolívar. (Como dato adicional durante la realización del evento, en simultáneo se estaba llevando a cabo en la Plaza de Bolívar la posesión del sexagésimo presidente de la república de Colombia Iván Duque). En esta versión, la nómina internacional contó con la participación de Marco Barrientos (México), Kike Pavón (España), Musiko, (Puerto Rico) y Redimi2 (República Dominicana) quien por segunda vez estuvo a cargo de cerrar el concierto, en la nómina de invitados nacionales estuvieron Gilberto Daza, La Reforma y Real Hero quienes ya habían estado en anteriores versiones y finalmente los grupos Kavelo y No Drama (Hip Hop), En mi Lugar (Metal Core) y Angelica María (Pop/Fusión), quienes ganaron las eliminatorias de selección de bandas.
El evento contó con una asistencia de más de 80 mil personas según datos oficiales de la Alcaldía Mayor de Bogotá y una amplia gama de géneros musicales desde Vallenato y Pop, hasta Metal, hip hop, Worship Music entre otros, esta variedad musical ha sido un gran atractivo para el público asistente del evento.

## 2019

Bogotá Góspel 2019

El 7 de agosto durante el marco de la fiesta de Bogotá y el festival de verano, se llevó a cabo la décima edición del festival en el Parque Simón Bolívar, las puertas estuvieron abiertas al público desde las 1:00 p. m. y el evento dio inicio desde las 2:00 p. m. hasta las 10:00 p. m., contando con una asistencia de más de 65 mil personas. La nómina de artistas internacionales estuvo a cargo de Danilo Montero (Costa Rica), Christafari (Estados Unidos), Alex Zurdo (Puerto Rico), Madiel Lara (República Dominicana), Blanca Callahan (Estados Unidos) y en la nómina nacional estuvieron las bandas, Su Presencia, Generación 12, Jesus Legacy y la participación de las 3 bandas finalistas, La Sociedad 111, La Barca Rocka y Zooperformance.
Como es habitual desde su primera edición, Bogotá Góspel ha sido un evento ejemplar, siendo un evento libre de drogas, alcohol, riñas o inconvenientes de convivencia.

## 2020, 2021, 2022
Durante 2020 y 2021, debido a la emergencia sanitaria por la pandemia COVID-19 y por orden y recomendación de la Alcaldía mayor de Bogotá, el festival fue cancelado al igual que los demás festivales, conciertos y eventos de gran importancia de la ciudad, esto con el fin de evitar el contagio y la propagación masiva del virus.
En 2022, la Alcaldía de Bogotá excluyó el evento del Festival de Verano, asegurando que ya se estaba realizando por localidades. La comunidad góspel rechazó la decisión por considerarlo discriminatorio retirar un evento cultural y artístico, de gran aporte a la ciudad en valores y cultura ciudadana. 

## 2023
Regresa Bogotá Góspel en su undécima versión, se realizó gratuitamente el domingo 6 de agosto, durante el Festival de Verano en el Parque Simón Bolívar con la participación de artistas como Barak, Redimi2, Living, Fernando Ramos, Nxtwave, Awaken, Daniela Galeano, Kev Miranda y Pescao Vivo, grupo que presentó su más reciente producción rindiendo tributo al Ulises Eyherabide de la agrupación argentina Rescate, quien falleció en 2022.
El evento según cifras oficiales contó con la asistencia de más de 60 mil personas.

## 2024
La versión #12, denominada Bogotá Góspel "Agua de Vida", abrió las puertas el sábado 10 de agosto, a las 3PM en el Parque Simón Bolívar, en el marco del Festival de Verano, iniciando con la presentación a las 3:16PM de Amaria Blum seguido de Poiema y Semillas de vida, estos 3 grupos fueron los elegidos entre 104 en la eliminatoria organizada previamente por el festival.
Además, se contó con la presentación de Sion Nación Santa, Matamba, La Reforma, Pepe López Band, Gilberto Daza, Juan Carlos Alvarado, La Feria, Jay Kalyl, y cerrando el evento, Funky.
En esta ocasión la transmisión en vivo la realizó Canal Capital.

## 2025
Bogotá Góspel "Cantos de libertad", el jueves festivo 7 de agosto, en el Parque Simón Bolívar, en el marco del Festival de Verano, cuenta entre sus cantantes con:
- Christine D’Clario/ Estados Unidos
- Indiomar/ Puerto Rico
- Rojo/ México
- Su Presencia / Colombia
- Kavelo & No drama/ Colombia
- Awaken adoration/ Colombia
- Somos Uno big band/ Colombia
- Creyente.7/ Bogotá
- La Barca Rocka/ Bogotá
- Sound of grace/ Bogotá